# 橫濱新都市交通2000型電聯車
橫濱新都市交通2000型電聯車（日语：／ Yokohama Shintoshikōtsū 2000-gata densha）是橫濱新都市交通（現橫濱海岸線）的金澤海岸線使用的自動導軌運輸系統（新交通系統）電聯車。2000型是為了替換車體老化的橫濱新都市交通1000型電聯車，而於2011年2月26日開始投入使用的新型車輛。橫濱海岸線最初規劃在2015年前汰換車輛總數達80輛的1000型電聯車，但該計畫提前至2014年5月完成，並在同月的24日舉行完最後運轉後正式將1000型除役。而該公司也在2019年引進兩組採用全新塗裝的2000型編組。
本型車的設計理念包括對人友善、重視安全性和注重節能等，並在車廂內設置無障礙設施，以提升旅客搭乘時的便利性和舒適性。車體採用不鏽鋼打造，車頭正面與車體側面則搭漆上七色的幾何圖案，象徵著金澤海岸線沿線的海洋。車廂內部同時配備長條式與對向式的座椅，側窗則採用遮光性高的玻璃材質。而每個編組中有3節車廂設置放置輪椅的專用空間。